# Colomba Pascal

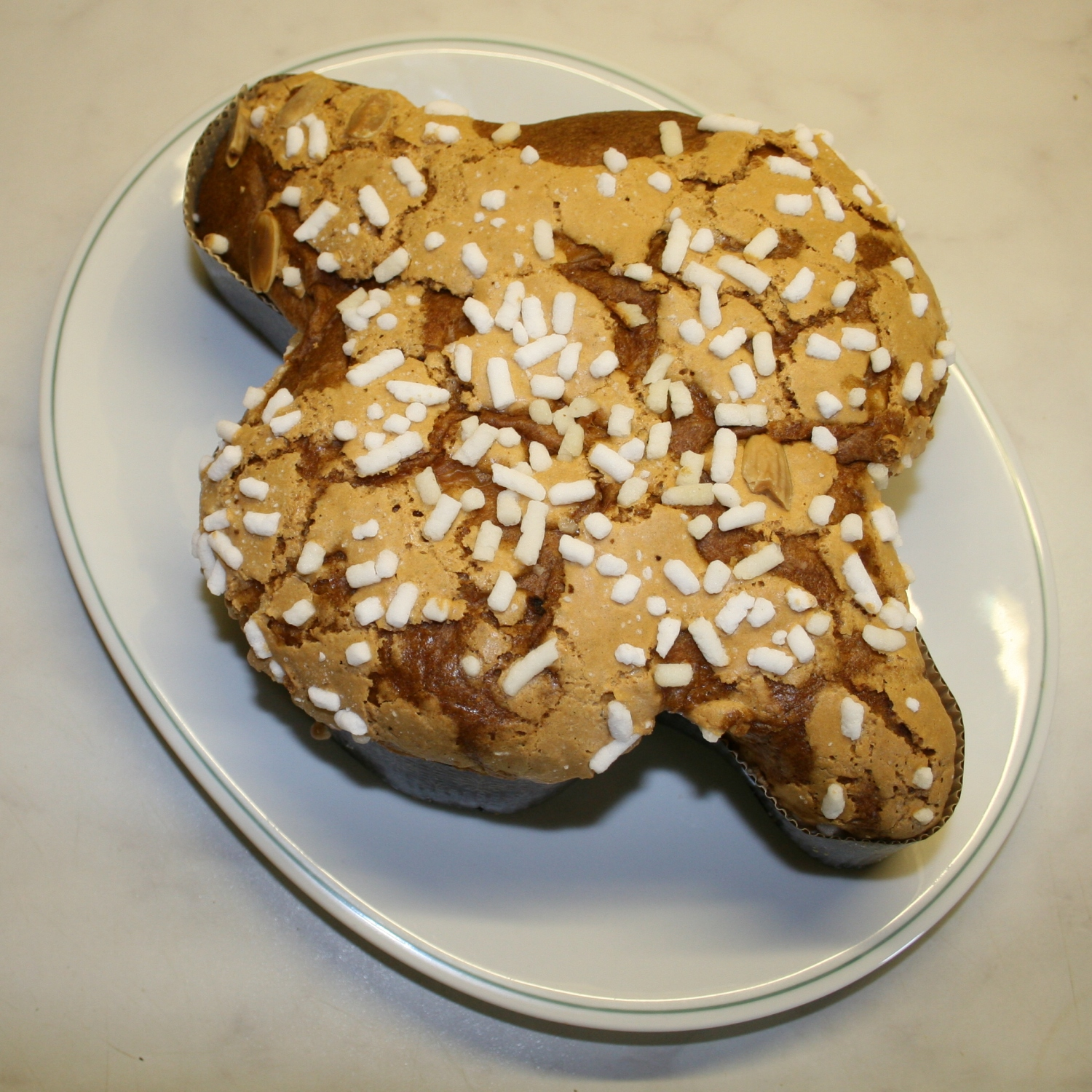
Um tipo de Colomba.

A Colomba é um adereço alimentar muito presente na Páscoa.
Uma lenda conta que o rei lombardo Albuíno, raivoso com os problemas da guerra, com a resistência militar na cidade de Pavia, se acalmou  e desistiu de sua vingança depois de ganhar de um padeiro de Pavia um doce em forma de pomba, preconizando a paz.
Seu sabor é suave e seu preparo é delicado. Seu gosto se diferencia do Panetone, um pão de receita semelhante, natalino, pelo uso mais acentuado de cascas de laranja cristalizadas, que substituem as uvas passas de seu irmão. Sua receita contém mais manteiga e ovos e pode receber cobertura de glacê, amêndoas ou ainda chocolate aromatizado, apresentando decorações requintadas.
Muitas histórias estão ligadas aos símbolos da Páscoa, entre elas, a colomba pascal. Ao norte da Itália, em Lombardia, vilarejo de Pavia, houve uma invasão local do exército de Albuíno, o rei dos Lombardos. Um confeiteiro do local resolveu preparar um presente para o invasor. Criou um bolo diferente, preparado com ricos ingredientes e assado no formato da pomba da paz. Quando recebeu o presente, o invasor ficou encantado com o sabor do bolo e a sensível ideia e decidiu poupar o vilarejo do ataque. O bolo simboliza a vinda do Espírito Santo. 
A pomba ou colomba pascal, um pão doce e enfeitado com a forma de ave, é um símbolo cristão. A forma de pomba era utilizada muito freqüentemente nos antigos sacrários onde se reservava a Eucaristia. O símbolo eucarístico se converteu logo no pão doce que costuma ser compartilhado, em alguns países europeus - especialmente na Itália - no café da manhã de Páscoa e da "Pasquetta", a segunda-feira de Páscoa.
Nos últimos anos, a Colomba Pascal já é encontrada a venda no Brasil e começa a se tornar tradição nas manhãs de páscoa, assim como o panetone no Natal. 